# Liohippelates lutzi
Liohippelates lutzi är en tvåvingeart som först beskrevs av Charles Howard Curran 1926.  Liohippelates lutzi ingår i släktet Liohippelates och familjen fritflugor. Inga underarter finns listade i Catalogue of Life.